# جاي كيم (مسير أعمال)
جاي كيم (بالإنجليزية: Jay Kim)‏ هو مسير أعمال أمريكي، ولد في 10 نوفمبر 1976 في سول في كوريا الجنوبية.